# Noh Hyun-Suk
Noh Hyun-Suk, južnokorejski rokometaš, * 10. oktober 1966.
Leta 1988 je na poletnih olimpijskih igrah v Seulu v sestavi južnokorejske rokometne reprezentance osvojil srebrno olimpijsko medaljo.